# Gパンパンダ
Gパンパンダ（ジーパンパンダ）は、ワタナベエンターテインメントに所属する日本のお笑いコンビ。ワタナベコメディスクール24期生。

## メンバー
星野 光樹（ほしの こうき、1992年7月4日 - ）（33歳）
- 東京都中野区出身。
- 筑波大学附属中学校・高等学校、早稲田大学商学部卒業。
- お笑い芸人になるため、高校卒業後はお笑いの養成所に行くつもりだったが、親を説得するため、大学進学と公認会計士の資格を取ることを決意した。20歳の時に公認会計士の試験に一発合格し、同資格を持つ。税理士の資格も所持している。「星野光樹公認会計士事務所」を開いている。
- 漢字検定2級、日本語文章能力検定2級、Excel／MOS検定エキスパートそれぞれの資格を所持している。
- 腹筋が強いことを自称している。
- 特技は大量暗記、金色のガッシュベル!のカードゲーム。
- 同じワタナベエンターテインメント所属であるLittle Glee Monsterが好き。
- 趣味はハンドボール、ボルダリング、卓球、イチローの名言を集めること。
- 体脂肪率が1桁台であることから、「がりがりすぎる話」を得意なトークに挙げている。他に得意なトークは「高校ハンドボール｣、｢キングオブコント｣、｢Little Glee Monsterのかれんの生の声で涙した話」など。
- カナダのビクトリア島に3週間の短期留学、北京に1週間交換留学したことがある。この他にシンガポール、台湾にも行っている。
- 2022年10月5日放送の『負けるな!熱血ハナコのお笑い部』（テレビ埼玉）で結婚を発表した。
- ぎょうぶの為国に顔が似ている。そのことをライブでネタにして受けたことから髪を為国と同じ長さに伸ばし続けていたが、そのことを一切知らなかった為国が髪を切ってしまったため、何者でもなくなってしまったとのこと。

一平（いっぺい、1992年6月12日 - ）（33歳）
- 東京都練馬区出身。
- 筑波大学附属中学校・高等学校、早稲田大学商学部卒業。
- 本名：岡部 一平（おかべ いっぺい）
- 2015年から2016年までは、リクルートに勤務し、人事部に所属していた。
- 高IQ集団「JAPAN MENSA」の会員だったが、失効になったことをラジオで暴露された。
- TOEIC720点の資格を所持している。
- 毎週金曜に、オリジナルの謎解きをTwitterに投稿している。また、その正解の早さを競う大会「なぞっぺー大会」も開催しており、正解者が120名を超えることもある。
- ゲーム好きで、好きなゲームはドイツのボードゲーム、脱出ゲーム、Shadowverse。
- 漫画も2500冊以上持っている。
- 学生時代はハンドボール部で、東京都大会でベスト16に進出したことがある。
- 特技はなわとび（2重跳び100回以上、3重跳び30回以上）、ボイスパーカッション。
- ラーメン好きで、週3回以上は食べているという。
- アプリ、ガジェット、Webサービスが趣味で詳しい。Webサービス業界の社長の知り合いが多い。mixiでマーケティングをしていた。
- 実家でマンチカンを飼っている。
- 2023年8月29日、インフルエンサーのききまると5月に結婚していたことが報じられ、本人と事務所も認めたが、翌年10月の事務所ライブ「WEL」にて離婚していたことを報告した。

## 来歴・概説
2人は筑波大学附属中学校・高等学校での同級生同士。中学生時代、文化祭で漫才をやるために星野が相方を募集、それにただ1人申し込んで来たのが一平だった。コンビ名は「『ん』が2つ付く」「視認性向上のために2種以上の文字種を使う」「受容されやすいP音を採用する」という条件のもとに一平が命名した。没となったコンビ名に「あんぱん粘土」があった。中学・高校の文化祭で漫才を披露する活動をしており、同じ中高の同級生だった大島育宙（現XXCLUB）と3人で漫才をやっていたこともあった。高校時代の2008年、第1回キングオブコントにエントリーし、1回戦初日のトップバッターとなった。その後、キングオブコントは、全大会に1回戦から出場している。
その後、2人とも一緒に早稲田大学商学部に進学。大学生時代は2人とも落語研究会と「早稲田大学お笑い工房LUDO」に所属、13期。LUDOでは星野は13期の会計係、一平は同期の副幹事長を務めた。全国の大学お笑いサークルによる団体戦「NOROSHI 2015 presented by 大学芸会」にてまんぷくユナイテッドとともに出場し優勝を果たす。LUDOの先輩には岡部大（ハナコ）、後輩にはアンゴラ村長（にゃんこスター）やカニササレアヤコがいた。同時期の他大学お笑いサークルにはナイチンゲールダンスやさすらいラビー、水溜りボンドなどがおり、学生芸人でコンビをシャッフルする企画にて星野とカンタ（水溜りボンド）が即席コンビを組んだことがある。大学卒業後は一度解散、一平はリクルートに就職、星野はプロになりたい気持ちがあったが、公認会計士の資格取得に必須な実務要件を満たすため一旦就職した。
転機は2015年、一平はこの年に復活したM-1グランプリを見て「お笑いやらないと人生ダメだ」と再び情熱を感じて思い直し、再び、一度は諦めたお笑いの道へ。星野を誘うことになった。ちょうどこの時、星野もプロへの道を模索しており、他の人と組もうとしていたが、一平からの誘いを受けて一平と組むことに考え直して再結成に至り、2016年4月、ワタナベコメディスクールに24期生として入学した。同スクール卒業後の2017年4月1日にワタナベエンターテインメント正所属となりプロデビュー。
2018年10月21日に本選が行われた第5回NHK新人お笑い大賞で優勝。ここでは1本目に「アイドルファン｣、2本目に「データボクシング」のコントを披露した。この時のネタは、LUDO時代に原案を作ったものだったという。

## 芸風
主にコントを行い、ボケとツッコミはネタによって変わる。
M-1グランプリに出場して漫才を演じたこともある。漫才の際は星野が公認会計士・税理士であることを押し出したネタになる。

## 賞レースでの戦績

### コンビ
| 年度            | 結果                  | 会場                                    | 日程    |
| --------------- | --------------------- | --------------------------------------- | ------- |
| 2013年（第1回） | エレキコミック賞      | 渋谷区文化総合センター大和田 伝承ホール | 2月21日 |
| 2014年（第2回） | 優勝 エレキコミック賞 | 渋谷区文化総合センター大和田 伝承ホール | 3月3日  |
| 2015年（第3回） | 優勝                  | 北沢タウンホール                        | 3月19日 |

| 年度             | 結果         | 会場                                            | 日程        |
| ---------------- | ------------ | ----------------------------------------------- | ----------- |
| 2017年（第10回） | 準々決勝進出 | [東京] きゅりあんホール                         | 8月14日     |
| 2018年（第11回） | 準々決勝進出 | [東京] きゅりあんホール                         | 8月13日     |
| 2019年（第12回） | 準々決勝進出 | [東京] きゅりあん小ホール                       | 8月9日      |
| 2020年（第13回） | 準々決勝進出 | [東京] きゅりあん小ホール                       | 8月14日     |
| 2021年（第14回） | 準々決勝進出 | [東京] きゅりあん小ホール                       | 8月14日     |
| 2022年（第15回） | 準々決勝進出 | [東京]なかのZERO小ホール                        | 8月16日     |
| 2023年（第16回） | 準々決勝進出 | [東京]渋谷区文化総合センター 大和田さくらホール | 8月15日     |
| 2024年（第17回） | 準決勝進出   | [東京] なかのZERO大ホール                       | 9月5日・6日 |

| 年度             | 結果      | 会場                          | 日程     | エントリー No. |
| ---------------- | --------- | ----------------------------- | -------- | -------------- |
| 2017年（第13回） | 2回戦進出 | [東京] 雷5656会館ときわホール | 10月7日  | 1445           |
| 2018年（第14回） | 3回戦進出 | [東京] ルミネtheよしもと      | 10月15日 | 1695           |
| 2019年（第15回） | 3回戦進出 | [東京] ルミネtheよしもと      | 11月9日  | 1961           |
| 2023年（第19回） | 2回戦進出 | [東京] 雷5656会館ときわホール | 10月23日 | 2973           |

| 年度            | 結果     | 会場                                      | 日程           |
| --------------- | -------- | ----------------------------------------- | -------------- |
| 2018年（第3回） | 予選敗退 | 表参道GROUND                              | 2017年12月12日 |
| 2019年（第4回） | 決勝進出 | 渋谷区文化総合センター大和田 さくらホール | 2月18日        |
| 2020年（第5回） | 準優勝   | 渋谷区文化総合センター大和田 さくらホール | 2月17日        |
| 2021年（第6回） | 決勝進出 | 渋谷区文化総合センター大和田 さくらホール | 2月15日        |
| 2022年（第7回） | 決勝進出 | 渋谷区文化総合センター大和田 さくらホール | 3月18日        |
| 2023年（第8回） | 決勝進出 | イイノホール                              | 4月9日         |
| 2024年（第9回)  | 決勝進出 | イイノホール                              | 6月15日        |

| 年度             | 結果         |
| ---------------- | ------------ |
| 2017年（第38回） | 最終予選進出 |
| 2018年（第39回） | 最終予選進出 |
| 2019年（第40回） | 最終予選進出 |
| 2020年（第41回） | 最終予選進出 |
| 2021年（第42回） | 決勝進出     |
| 2022年（第43回） | 決勝進出     |
| 2023年（第44回） | 最終予選進出 |
| 2024年（第45回） | 最終予選進出 |
| 2025年（第46回） | 決勝進出     |

- 2013年 第12回「笑樂祭」優勝
- 2018年 第5回 NHK新人お笑い大賞 優勝
- 2019年 第1回 ツギクル芸人グランプリ 決勝進出（1stステージ - Aブロック敗退）[61]
- 2022年 第3回 ツギクル芸人グランプリ 準優勝[62]

### 星野
- R-1ぐらんぷり2019 - 2回戦進出
- R-1グランプリ2021 - 準決勝進出[63]
- R-1グランプリ2022 - 準決勝進出[64]

## 出演

### ラジオ
現在のレギュラー
- シューカツHANGOUT!（ラジオNIKKEI第1、2020年10月13日 - ） - 毎月第2週に出演
  - 2017年7月30日に単発出演。2020年10月13日〜2021年9月14日は毎月第2月曜日に出演。2021年10月11日〜放送時間変更により毎月第2月曜、木曜日に出演。

- 渋沢栄一から学ぶ経済（ラジオNIKKEI第1、2021年1月4日 - ） - 毎週月曜日
- Gパンパンダのひとりじゃないよ（GERA放送局、2022年11月22日 - 2023年2月21日、2023年7月8日 - ）

過去のレギュラー
- Smile SUMMIT（FM NACK5、2019年8月20日 - 2021年6月22日） - 毎月第3火曜日に「知っトク! ナットク! イオン情報」のコーナーに出演
- GパンパンダのオールナイトニッポンPodcast（ニッポン放送、2021年10月9日 - 10月30日） - 2021年10月度パーソナリティー

その他
- エレ片のコント太郎（TBSラジオ） - 2013年3月2日、2014年3月24日
- 川谷絵音の約30分我慢してくれませんか（JFN系列） - 2018年7月29日、2019年8月18日
- 中野アナへちょっと言わせて！〜雷部屋（ラジオNIKKEI第1） - 2018年12月11日
- 大竹まこと ゴールデンラジオ!（文化放送） - 2019年1月24日
- 東京海上日動 Challenge Stories（TOKYO FM） - 2019年5月11日
- 四千ミルク（FM FUJI） - 2019年2月6日（星野のみ）
- マイナビ Laughter Night（TBSラジオ） - 2019年7月5日・10月25日・2021年1月29日・7月2日、2022年7月15日・12月23日

- Smile SUMMIT（FM NACK5） - 2019年8月20日 - 2021年6月22日（毎月第3火曜日に「知っトク！ナットク！イオン情報」のコーナーにレギュラー出演）
- 岸洋佑のスタートアップ（文化放送） - 2019年11月29日
- まつきりなのこじらせメスちゃんラジオ（渋谷クロスFM） - 2020年1月12日
- あどりぶラヂオ（MBSラジオ） - 2020年9月24日
- 特選番組セレクション（ラジオNIKKEI第1） - 2020年10月14日（「シューカツHANGOUT！」2017年7月30日出演時の放送を再構成したもの）
- K-PRO児島のお笑い大図鑑（山形放送・西日本放送・四国放送・山梨放送・山口放送） - 2020年10月26日、29日、31日（いずれも放送内容は同じ）
- 週末ノオト（TBSラジオ） - 2020年12月5日（星野のみ）
- AG-ON Premiumアワー 桑原由気と面白い人たちのらじお（超!A&G+） - 2021年1月1日
- 小塚アナの褒めタイム！（ラジオNIKKEI第1） - 2021年1月26日
- もちこと○○のラジオ（AuDee） - 2021年2月13日・2月20日
- オールナイトニッポン0〜決戦!お笑い有楽城〜（ニッポン放送 他） - 2021年4月10日

### テレビ
- 学生才能発掘バラエティ 学生HEROES!（テレビ朝日） - 2013年（3月14日・8月8日・10月24日）、2014年（5月1日・6月19日・7月3日・8月7日・9月4日・9月18日・10月16日）、2015年（2月19日、3月12日）、学生芸人として出演
- ウチのガヤがすみません!（日本テレビ） - 2017年5月9日、2017年5月16日、2017年10月17日、2018年11月6日
- にちようチャップリン（テレビ東京） - 2018年3月18日「若手発掘約30秒芸人」コーナー出演
- 第5回NHK新人お笑い大賞本選（NHK総合） - 2018年10月21日
- ネタパレ（フジテレビ） - 2018年11月23日・2019年7月12日・12月13日・12月31日「ネタパレ元日SP」・2020年2月7日・6月12日・6月26日・9月11日（特別編）・12月4日・12月11日（星野のみ）・12月31日「ネタパレ元日SP」・2021年11月19日
- 深夜に発見!新shock感 〜一度おためしください〜（テレビ東京） - 2018年11月24日
- 冗談騎士（BSフジ） - 2018年12月19日・26日「事務所対抗コントバトル」出演、2019年2月13日・2020年2月12日
- 前略、西東さん（中京テレビ） - 2018年12月29日・2019年10月26日
- 新春生放送！東西笑いの殿堂2019（NHK総合） - 2019年1月3日
- 本能Z（CBCテレビ） - 2019年1月16日
- そろそろ にちようチャップリン（テレビ東京） - 2019年7月20日・7月27日・12月7日・12月14日・12月18日（「お笑い統一王座GP2019 グランドチャンピオン大会」）
- 雨上がり決死隊のトーク番組アメトーーク!（テレビ朝日）
  - 2019年8月8日 - もっと売れたい芸人
- エンタの神様（日本テレビ） - 2019年8月12日、2021年8月9日
- ロンドンハーツ（テレビ朝日） - 2019年5月7日（AbemaSPECIALチャンネル版）、8月13日（一平のみ）
- わらたまドッカ〜ン（NHK Eテレ） - 2019年5月20日
- 沼にハマってきいてみた（NHK Eテレ） - 2019年5月22日
- なりゆき街道旅（フジテレビ） - 2019年6月9日・6月16日・9月22日・11月24日・2020年3月22日・8月9日・8月16日・11月8日・2021年4月18日
- ツギクル芸人グランプリ2019（フジテレビ） - 2019年7月24日
- お笑い演芸館+（BS朝日） - 2019年9月12日
- おもしろ風景バラエティ ゲキレア珍百景（CS テレ朝チャンネル1) - 2019年9月29日（#134）・10月27日（#135）
- DRONE×鬼（日本テレビ） - 2019年11月8日
- セブンルール（関西テレビ・フジテレビ系） - 2019年12月3日
- ヒルナンデス！（日本テレビ） - 2020年1月7日（星野のみ）
- お願い!ランキング（テレビ朝日） - 2020年4月21日（「ネタサンド!」出演）
- 林先生の初耳学（毎日放送・TBSテレビ） - 2020年6月14日
- ゴッドタン（テレビ東京） - 2020年8月8日
- あるある発見バラエティ 新shock感 それな!って言わせて（テレビ東京） - 2020年10月24日
- 千鳥のクセがスゴいネタGP（フジテレビ） - 2021年1月14日
- クイズプレゼンバラエティー Qさま!!（テレビ朝日） - 2021年1月18日（一平のみ）
- 中居正広の金曜日のスマイルたちへ（TBSテレビ） - 2021年3月5日・3月12日・3月26日
- いよいよR-1グランプリ！新世代芸人のリアルライフ徹底リサーチ！（フジテレビ） - 2021年3月5日（星野のみ）
- マヂカルクリエイターズ（テレビ東京） - 2021年3月29日（一平のみ）
- カーネクスト presents 第42回ABCお笑いグランプリ（朝日放送テレビ・ABEMA） - 2021年7月11日
- スローでイージーなルーティーンで（関西テレビ） - 2021年8月18日
- 大学お笑いMONSTERS〜お笑いのプロが本当に面白い学生芸人No.1を決定（テレビ東京） - 2021年9月2日
- 埼玉の逆襲（J:COMチャンネル 埼玉＆群馬エリア） - 2021年9月3日
- オンエア決めろ！ー笑武ー（BSJapanext）- 2022年5月3日
- THE CONTEへの道（フジテレビ）- 2023年1月28日

### CM
- キリンビール（2021年4月23日公開、キリンビール株式会社）
  - ｢よろこびがあふれ出す 父の応援歌」篇[76]
- スカパー!（2021年7月21日公開、スカパーJSAT株式会社） - 星野のみ
  - スカパー! 基本プランキャンペーン「感謝のハム」篇
  - スカパー! 基本プランキャンペーン「感謝」篇
  - スカパー! 基本プランキャンペーン「感謝継続まだまだ」篇
- Indeed（2021年11月12日公開、Indeed Japan株式会社）- 星野のみ
  - 「Indeed Bonus Week 開催」篇
  - 「Indeed Bonus Week 賞品紹介」篇
- ソニー損保（2023年1月4日公開）
  - 「教えたい内田さん 無事故・無違反（キャッシュバック）」篇
  - 「教えたい内田さん 無事故・無違反」篇

### 雑誌
- 月刊WiLL - 2017年8月号
- Seventeen - 2019年2月号
- 週刊FLASH - 2019年3月5日号（星野のみ）
- 週刊TVガイド - 2019年3月15日号
- お笑い2020 - Volume 1（2020年2月14日発売）、Volume 2（2020年11月20日発売）

## 舞台・ライブ
- Gパンパンダ 初・単独ライブ「ORIGIN」（2019年6月5日、新宿バティオス）
- Gパンパンダ第2回単独ライブ「Breaking」（2019年11月25日、座・高円寺2）
- 「スパイシーガーリック×Gパンパンダツーマンライブ『Pizzzza』」（2023年1月14日、西新宿ナルゲキ）プロダクション人力舎所属・スパイシーガーリックとのツーマンライブ[77][78][79]